# غابرييل دي بوري
غابرييل دي بوري (بالفرنسية: Gabriel de Bory )‏ (و. 1720 – 1801 م) هو عالم فلك من فرنسا . ولد في باريس .
توفي عن عمر يناهز 81 عاماً.